# Just Go
«Just Go» es el tercer sencillo del álbum Right Where You Want Me, del cantante estadounidense Jesse McCartney.

## Información
La canción fue escrita por Jesse McCartney, Dory Lobel, Adam Watts y Andy Dodd y producida por estos dos últimos. El sencillo fue lanzado únicamente en Italia, pero no entró en la lista. El video fue grabado en vivo durante una presentación en Taiwán.

### Lista de canciones
Descarga digital
- «Just Go»